# Gerhard Küntscher
Gerhard Küntscher (Zwickau, Alemania, 6 de diciembre de 1900 - 1972) fue un cirujano alemán.
Es conocido por haber inaugurando los sistemas de enclavijado intramedular para el tratamiento de fracturas de huesos largos. Küntscher consiguió, prácticamente elevar este método de tratamiento al rango científico y a una respetabilidad que han revolucionado los cuidados y la vida de millones de pacientes lesionados desde entonces. Este tipo de intervenciones se efectuó por primera vez en el Hospital Universitario de Kiel, Alemania en 1939.

## Biografía
Nacido en 1900, tras su graduación se unió a los guardias de la frontera este durante un tiempo, y entonces completó su educación médica y tesis doctoral en Würzburg, Hamburgo y Jena. Efectuó la residencia en Kiel, donde tenía por superior a Willi Anschütz, quien ténía ideas radicales sobre el tratamiento de las fracturas y estimuló en Künstcher el interés en la curación de las mismas. 
Los sistemas de fijación intramedular hasta entonces habían fracasado por electrólisis, infección o fatiga. Y Küntscher había podido observar, tutelado por Willi los problemas que acarreaban las inmovilizaciones prolongadas, describiendo lo que se denominaba como "enfermedad de la fractura".
En 1939 W. Fischer y Küntscher publicaron la primera serie de fijaciones intramedulares en 77 casos de fracturas del cuello femoral tratadas mediante el clavo de Smith-Petersen. 
Tras estas experiencias Küntscher entró en relaciones con Ernst Pohl, un ingeniero y fabricante de material quirúrgico de Kiel. El primer clavo intramedular femoral fue insertado en Kiel en noviembre de 1939. En marzo de 1940 presentó en Berlín una serie de 13 casos, 11 de los cuales eran fracturas de fémur. Este trabajo fue acogido con frialdad, como una "simple moda". Sin embargo durante la Segunda Guerra Mundial, con su elevado número de heridos el enclavijado de Küntscher demostró ser una técnica que permitía una rápida rehabilitación y ofrecía una solución práctica y popular con los limitados recursos de que por entonces se disponía. En 1942 Robert Maatz escribió la primera edición de "Technik der Marknagelung" de Küntscher. Esto llevó a una era de entusiasmo que fue seguida de otra mucho más cauta cuando se prestó atención a las complicaciones que podía acarrear la técnica. La conservadora traumatología alemana reaccionó finalmente de una forma antipática ante sus métodos.
Sin embargo en otros países, los métodos de Küntscher atrajeron atención y en los años 40 técnicas similares comenzaron a utilizarse en Estados Unidos de América. En 1955 un articulista del Saturday Evening Post decía "El invento de Küntscher no tiene ningún parangón en Alemania desde el descubrimiento de las sulfonamidas". Previamente en Inglaterra, Watson Jones, a la sazón, cirujano de la RAF había podido revisar a los pacientes aviadores ingleses que habían sido derribados sobre Alemania y que habían sido tratados por los cirujanos alemanes con esta técnica. Como editor del Journal of Bone and Joint Surgery publicó una serie de artículos de diferentes procedencias que en realidad reflejaban la escasa experiencia que se tenía con la técnica, resultando en un elevado porcentaje de casos de infecciones, clavos atascados y pseudoartrosis. Esta publicación prácticamente dejó la técnica en suspenso durante los siguientes 10 años, hasta que Charnley informó en su libro "The closed treatment of frequent fractures" de 35 casos intervenidos desde 1950.
Posteriormente, con el uso de intensificadores de imagen en quirófano, las técnicas de fresado intramedular y los métodos de reducción indirecta se pudieron ampliar las indicaciones.
En 1957 Küntscher fue nombrado director médico del Hamburg Hafenkrankenhaus, uno de los más importantes hospitales de Alemania en aquel tiempo. Produjo varias innovaciones y publicaciones hasta su muerte en 1972.